# Berberis jamesonii
Berberis jamesonii är en berberisväxtart som beskrevs av John Lindley. Berberis jamesonii ingår i släktet berberisar, och familjen berberisväxter. Inga underarter finns listade i Catalogue of Life.